# Hymenia
Hymenia és un gènere d'arnes de la família Crambidae.

## Taxonomia
- Hymenia lophoceralis (Hampson, 1912)
- Hymenia nigerrimalis (Hampson, 1900)
- Hymenia perspectalis (Hübner, 1796)